# Linwood Barclay
Pour les articles homonymes, voir Barclay.
Linwood Barclay est un écrivain et ancien éditorialiste canadien né en 1955 aux États-Unis.

## Biographie
Linwood Barclay est né en 1955 à Darien dans le Connecticut aux États-Unis. Sa famille émigre au Canada lorsqu'il n'avait que quatre ans.
Il vit à Oakville avec sa femme Neetha et ses deux enfants.

## Œuvre

### Humour
- Mike Harris Made Me Eat My Dog
- Father Knows Zilch: A Guide for Dumbfounded Dads, Toronto 1996
- This House Is Nuts! : Surviving the Absurdities of Everyday Life, Toronto 1997
- Last Resort: A Memoir, Toronto 2000

### SérieUne enquête de Zack Walker
- Bad Move 2004 publié en français sous le titre Mauvais Pas Belfond 2012
- Bad Guys 2005 publié en français sous le titre Mauvais Garçons Belfond 2013
- Lone Wolf 2006 publié en français sous le titre Mauvaise Compagnie Belfond 2014
- Stone Rain 2007 publié en français sous le titre Mauvaise Influence Belfond 2015

### SériePromise Falls
- Too Close to Home 2008 publié en français sous le titre Les Voisins d'à-côté
- Broken Promise 2015 publié en français sous le titre Fausses Promesses Belfond 2018
- Far From True 2016 publié en français sous le titre Faux Amis Belfond 2018
- The Twenty-Three 2016 publié en français sous le titre Vraie Folie Belfond 2019
- Parting shot 2019 publié en français sous le titre Champ de tir Belfond 2020

### Autres romans
- No Time for Goodbye 2007 publié en français sous le titre Cette nuit-là
- Fear the Worst 2009 publié en français sous le titre Crains le pire
- Never Look Away 2010 publié en français sous le titre Ne la quitte pas des yeux Belfond 2011
- The Accident 2011 publié en français sous le titre Contre toute attente Belfond 2013
- Clouded Vision 2011
- Trust Your Eyes 2012 publié en français sous le titre Fenêtre sur crime Belfond 2014
- Never Saw It Coming 2013 publié en français sous le titre Celle qui en savait trop basé sur Clouded Vision 2011 du même auteur.
- A Tap on the Window 2013 publié en français sous le titre La Fille dans le rétroviseur Belfond 2016
- No Safe House 2014, une suite au livre No Time for Goodbye 2007, Cette nuit-làpublié en français sous le titre En lieux sûrs Belfond 2017
- A Noise Downstairs 2018 publié en français sous le titre Du bruit dans la nuit Belfond 2021
- Elevator Pitch 2019 publié en français sous le titre Le Vertige de la peur, Belfond, 2022
- Find You First (2021) publié en français sous le titre D'origine inconnue, Belfond, 2023
- Take Your Breath Away (2022) publié en français sous le titre Disparue à cette adresse, Belfond, 2024
- The Lie Maker (2023) publié en français sous le titre Ces mensonges qui nous lient, Belfond, 2025
- Whistle (2025)

### Nouvelles
- Arrêt d'urgence in Face à Face, Fleuve Noir, collection 12/21, 2020 (Face Off, 2014), Policier, Thriller, trad. Maxime Berrée  (ISBN 2265154709)Écrit avec Raymond Khoury. Anthologie réunie par David Baldacci - 11 nouvelles rédigées par des équipes de deux à trois auteurs.

## Prix et nominations

### Prix
- Prix Arthur-Ellis 2009 du meilleur roman pour Too Close to Home[1]
- Prix Arthur-Ellis 2018 du meilleur roman policier pour la jeunesse pour Chase — Get Ready to Run[1]
- Prix Arthur-Ellis 2019 du meilleur roman policier pour la jeunesse pour Escape[1]

### Nominations
- Prix Arthur-Ellis 2007 du meilleur roman pour Lone Wolf[1]
- Prix Shamus 2008 du meilleur livre de poche pour Stone Rain[2]
- Prix Arthur-Ellis 2008 du meilleur roman pour No Time for Goodbye[1]
- Prix Barry 2008 du meilleur thriller pour No Time for Goodbye[3]
- Prix Thriller 2008 du meilleur thriller pour No Time for Goodbye[4]
- Prix Thriller 2010 du meilleur thriller pour Fear the Worst[4]
- Prix Barry 2012 du meilleur roman pour The Accident[3]
- Prix Barry 2013 du meilleur roman pour Trust Your Eyes[3]
- Prix Arthur-Ellis 2007 du meilleur roman pour Trust Your Eyes[1]
- Prix Barry 2014 du meilleur roman pour A Tap on the Window[3]
- Crime Writers of Canada Award 2022 du meilleur roman pour Find You First[5]
- Steel Dagger  2022 du meilleur roman pour Find You First[6]
- Steel Dagger  2023 du meilleur roman pour Take Your Breath Away[6]